# À la française (film)
Pour les articles homonymes, voir À la française.
Pour plus de détails, voir Fiche technique et Distribution.
À la française (titre américain : In the French Style) est un film franco-américain réalisé par Robert Parrish, sorti en 1963.

## Synopsis
L'évolution d'une jeune Américaine, Christina James, étudiante à Paris, qui décide de rester en France et d'y mener une vie sentimentale libre « à la française » contre l'avis de son père. Elle y aime successivement un jeune lycéen, un aristocrate, un reporter de guerre, avant finalement de se ranger et d'épouser un médecin.

## Fiche technique
- Titre américain : In the French Style
- Réalisation : Robert Parrish, assisté de Michel Wyn
- Scénario : Irwin Shaw d'après son roman
- Image : Michel Kelber
- Musique : Joseph Kosma ; orchestre dirigé par André Girard
- Pays de production :  France,  États-Unis
- Durée : 105 minutes
- Dates de sortie :
  - États-Unis : 18 septembre 1963
  - France : mars 1964
- Affiche : Giuliano Nistri (Italie)

## Distribution
- Jean Seberg : Christina James
- Stanley Baker : Walter Beddoes
- Philippe Forquet : Guy
- Addison Powell : Mr. James
- Jack Hedley : Bill Norton
- Maurice Teynac : Baron Edward de Chassier
- James Leo Herlihy : Dr. John Haislip
- Ann Lewis : Stephanie Morell
- Jacques Charon : Patrini
- Claudine Auger : Clio Andropolous
- Barbara Sommers : Madame Piguet
- Moustache : propriétaire du Bistro